# Rio Amărăzuia
O Rio Amărăzuia é um rio da Romênia afluente do rio Amaradia, localizado no distrito de Gorj.